# Itapeva (Minas Gerais)
Itapeva is een gemeente in de Braziliaanse deelstaat Minas Gerais. De gemeente telt 8.073 inwoners (schatting 2009).

## Aangrenzende gemeenten
De gemeente grenst aan Camanducaia, Extrema, Munhoz en Senador Amaral.